# Sendaphne
Sendaphne  (лат.) — род мелких наездников из семейства Braconidae (Ichneumonoidea). Эндемик Нового Света. Около 10 видов.

## Распространение
Южная Америка, Центральная Америка и Северная Америка от Мексики до Бразилии и Парагвая.

## Описание
Очень мелкие паразитические наездники, длина менее 1 мм (0,2-0,4 мм). Паразитируют на гусеницах бабочек. Вытянутые глоссы апикально раздвоенные, проподеум гладкий и блестящий. Медиотергит 1 сужается в заднем направлении, а 2-й медиотергит субтреугольный. Яйцеклад длинный и изогнутый (в 2 раза длиннее задних голеней). Основная окраска желтовато-оранжевая (высокогорные виды бурые до чёрного).

## Систематика
Род был впервые выделен Дж. Никсоном в 1965 году. Sendaphne принадлежит к подсемейству Microgastrinae. Известно около 10 видов, большинство из которых обнаружены в Неотропике (Центральная и Южная Америка). Сходен с родом Promicrogaster, отличаясь поперечным 2-м медиотергитом и более скульптурированным проподеумом.
- Sendaphne anitae Fernández-Triana & Whitfield, 2015
- Sendaphne bennetti  Fernández-Triana & Whitfield, 2015
- Sendaphne brasilianus  Penteado-Dias, 1995
- Sendaphne broadi  Fernández-Triana & Whitfield, 2015
- Sendaphne dianariaspennae  Fernández-Triana & Whitfield, 2015
- Sendaphne jatai Penteado-Dias, 1995
- Sendaphne olearus Nixon, 1965
- Sendaphne paranaensis Scatolini & Penteado-Dias, 1999
- Sendaphne penteadodiasae Fernández-Triana & Whitfield, 2015
- Sendaphne rogerblancoi Fernández-Triana & Whitfield, 2015
- Sendaphne sulmo Nixon, 1965